# PZL-105 Flaming
PZL-105 Flaming – prototyp polskiego samolotu wielozadaniowego.

## Historia
W Instytucie Lotnictwa pracowano nad projektem samolotu, który zastąpiłby dotychczas produkowany PZL-104 Wilga oraz byłby konkurentem dla powszechnie używanego na zachodzie samolotu de Havilland Canada DHC-2 Beaver. Na konstruktora prowadzącego projekt wybrano mgr inż. Romana Czerwińskiego. Maszyna powstała na podstawie koncepcji samolotu wielozadaniowego Wilga-88 opracowanego przez mgr inż. Andrzeja Frydrychewicza w 1983 r. Zakładał on, że rozmiary samolotu będą porównywalne z PZL-104 Wilga, ale będzie to maszyna sześcioosobowa, dostosowana do przewozu dużych ładunków. Plany związane ze sprzedażą nowego samolotu na rynku amerykańskim spowodowały, że podjęto decyzję o jego budowie zgodnie z przepisami FAR-23.
Prace konstrukcyjne uruchomiono w 1983 r. Pierwotne założenia przewidywały, że do napędu posłuży silnik Textron Lycoming IO-720 o mocy 400 KM. W 1984 r. zamknięto projekt wstępny z ukończonym cyklem badań tunelowych. Rok później zbudowano makietę kabiny oraz ukończono płatowiec. W 1986 r. zainstalowano wyposażenie, rok później rozrysowano projekt oraz przeprowadzono w Instytucie Lotnictwa testy podwozia sprężystego, które skonstruował zespół z Politechniki Warszawskiej kierowany przez inż. Romana Świtkiewicza. Budowę prototypu nr 001 ukończono w 1988 r., został przekazany do prób statycznych. Prototyp nr 002 ukończono 7 listopada 1989 r., tego dnia zaprezentowano go przedstawicielom Wojska Polskiego.
W 1989 r. nastąpiła zmiana inżyniera prowadzącego – to stanowisko objął mgr inż. Wojciech Woźniczka. W listopadzie przeprowadzono próby naziemne, obejmujące m.in. kołowanie. 19 grudnia oblatano prototyp wyposażony w silnik AI-14RD (produkowany na licencji radziecki silnik M-14Pm) o mocy 265 kW. Maszynę pilotował Jerzy Jędrzejewski. Drugi prototyp, oznaczony jako PZL-105L, wyposażono w pierwotnie zaplanowany dla niego silnik Lycoming. Oblotu tego egzemplarza dokonano 27 lipca 1991 r.  Maszyna została dostosowana do wszechstronnego zastosowania. Podłoga była płaska, co umożliwiło wszechstronne wykorzystanie kabiny, poprawiło też to wytrzymałość kadłuba. Płat otrzymał profil GA(W)-1, który charakteryzował się dużą prędkością przelotową i odpornością na przeciągnięcie. Dla wygody użytkowników zaprojektowano dwuczęściowe drzwi dające łatwy dostęp do kabiny.
W późniejszych latach podlegał kilku modyfikacjom, m.in. usterzenie poziome zostało przeniesione wyżej. Konstruktorzy planowali stworzenie wersji sportowej (holowanie szybowców i transport spadochroniarzy), transportowej (4–5 pasażerów lub ładowność 450 kg), rolniczej, sanitarnej i in. Po 1996 r. zdecydowano o zaprzestaniu rozwijania tego projektu. Prototypy (SP-PRD i SP-PRC) przekazano w 1999 r. do Muzeum Lotnictwa Polskiego w Krakowie.

## Konstrukcja
Jednosilnikowy samolot wielozadaniowy w układzie górnopłatu o konstrukcji metalowej.
Płat o odrysie prostokątnym, kryty blachą duralową, o konstrukcji kesonowej z dwoma dźwigarkami pomocniczymi i 16 żebrami. W przestrzeni pomiędzy kadłubem i miejscem mocowania zastrzału umieszczono zbiornik paliwa. Skrzydło wzmocniono zastrzałem (z profilem jak w samolocie PZL-106 Kruk) mocowanym do 8 żebra skrzydła i 2 wręgi kadłubowej. Na 55% krawędzi spływu zamontowano trzysegmentową klapę Flowera, na pozostałej części zamontowano szczelinową klapolotkę sprzężoną z klapą. Poprzez specjalne ukształtowanie i uszczelnienie przekształcono keson w zbiornik paliwa.
Kadłub o konstrukcji półskorupowej i przekroju eliptyczno-prostokątnym. Jego konstrukcję oparto na 19 wręgach i 12 podłużnicach, podzielono go na cztery części. W pierwszej zainstalowano silnik osłonięty 9 zdejmowanymi elementami, który został zamontowany na łożu wzorowanym z PZL-130 Orlik. Od reszty kadłuba dzieliła go przegroda ognioodporna zamocowana na wrędze 0. Drugą częścią kadłuba jest część kabinowa wyposażona w cztery fotele oraz dwuosobową kanapę. Kanapę można demontować w celu przystosowania samolotu do transportu ładunku, chorego lub skoczków spadochronowych. W przyrządy sterownicze było wyposażone lewe przednie miejsce, dodatkowo ich instalacja była możliwa na prawym przednim miejscu. Dostęp do kabiny zapewniały dwuczęściowe drzwi zamontowane po obu stronach kadłuba, w sytuacji awaryjnej istniała możliwość ich odrzucenia. W tylnej części kadłuba znajdował się akumulator, instalacja elektryczna, platforma żyroskopowa i instalacja pneumatyczna. Ostatnią sekcją kadłuba było wolnonośne usterzenie, składające się ze statecznika pionowego o konstrukcji jednodźwigarowej, opartego na pięciu żebarch, i dwudzielnego steru wysokości o obrysie prostokątnym, profilu NACA 0011, konstrukcji dwudźwigarowej.
Jako napęd zastosowano w pierwszym prototypie siedmiocylindrowy silnik gwiazdowy M-14P, który napędzał dwułopatowe drewniane śmigło W530TA-D35 o średnicy 2,4 m.
Podwozie stałe, trójpunktowe z kółkiem ogonowym. Golenie główne wykonano z kompozytu, koła zaimplementowano z PZL-130 Orlik, zostały wyposażone w hydrauliczne hamulce tarczowe.